# Otton Opiełka
Otton Opiełka (ur. 18 czerwca 1929 w Żorach, zm. 17 marca 2000 w Kempen w Niemczech) – piłkarz, grający na pozycji prawego obrońcy. Był wychowankiem LZS Orzesze. Do Mielca sprowadzono go w 1956 po awansie do II ligi, jako napastnika. Grał na wszystkich pozycjach ze wskazaniem na obronę. W marcu 1961 został kapitanem Stali i poprowadził Mielczan w ich debiucie w I lidze przeciw ŁKS Łódź. W sumie rozegrał w Stali 161 spotkań w lidze i 6 w Pucharze Polski. Po ukończeniu kursu trenerskiego zastąpił przed sezonem 1964/65 Stanisława Malczyka na stanowisku szkoleniowca Stali Mielec, jednak przed końcem rundy jesiennej został wymieniony na Władysława Lemiszko. W 1965 trenował Stal Dębę w B-klasie. W 1970 został absolwentem Studium Trenerskiego Piłki Nożnej przy WSWF-PZPN w Poznaniu. W latach 1970–1980 trenował Chemika Pustków, Stal Kraśnik, Górnika Pszów, Górnika Radlin i Radomsko Radom. W 1981 wyjechał do Niemiec do córki.